# Fátima Medina
Fátima Medina (Lisboa,  Portugal 13 de Agosto de 1955) é uma apresentadora de Portugal da RTP.
Tirou a licenciatura em Línguas e Literaturas Modernas. Entrou para a televisão em Setembro de 1977 como locutora de continuidade após concorrer a um concurso. Durante anos foi das mais conhecidas locutoras da estação pública.
Esteve depois no lançamento da RTP Internacional. Depois dedicou-se à função de jornalista ainda na RTP. A partir de 2005 dedica-se à criação em Lisboa, Portugal do Franchising de uma marca de sinalética internacional. Desliga-se da RTP em Março de 2006. 
Entre Janeiro de 2010 e Setembro de 2013 foi adjunta no Gabinete do Presidente do Supremo Tribunal de Justiça, Conselheiro Noronha Nascimento.

## Ligações Externas
- http://www.imdb.com/name/nm6097230